# Phyllodactylus unctus
Phyllodactylus unctus — вид геконоподібних ящірок родини Phyllodactylidae. Ендемік Мексики.

## Поширення і екологія
Phyllodactylus unctus поширені на крайньому півдні Каліфорнійського півострова, а також на кількох сусідніх островах у Каліфорнійській затоці. Вони живуть серед скель, а також в сухих чагарникових і кактусових заростях.

## Збереження
МСОП класифікує стан збереження цього виду як близький до загрозливого. Phyllodactylus unctus може загрожувати знищення природного середовища.